# Poggio-d'Oletta
Poggio-d'Oletta es una comuna    y población de Francia, en la región de Córcega, departamento de Alta Córcega.
Su población en el censo de 1999 era de 140 habitantes.

## Demografía
| 151 | 155 | 142 | 125 | 109 | 140 |
| Para los censos de 1962 a 1999 la población legal corresponde a la población sin duplicidades (Fuente: INSEE [Consultar]) |     |     |     |     |     |